# هارمانجیک
هارمانجیک (به ترکی استانبولی: Harmancık) یک منطقهٔ مسکونی در ترکیه است که در استان بورسا واقع شده‌است.